# Thermodynamique des solutions
 (janvier 2022).
Si vous disposez d'ouvrages ou d'articles de référence ou si vous connaissez des sites web de qualité traitant du thème abordé ici, merci de compléter l'article en donnant les références utiles à sa vérifiabilité et en les liant à la section « Notes et références ».
La thermodynamique des solutions est la branche de la thermodynamique chimique qui modélise le comportement des solutions, liquides ou solides. Ses applications couvrent les propriétés des systèmes chimiquement complexes et notamment leurs transitions de phase.
Le cœur de la thermodynamique des solutions réside dans l'élaboration des modèles de solution (théoriques ou semi-empiriques) et dans leur application à la compréhension et à la prédiction du comportement des systèmes chimiquement complexes. La présentation de ces modèles nécessite d'exposer préalablement un certain nombre de concepts et de relations thermodynamiques.

## Mélanges et solutions, grandeurs de mélange
Dans la langue courante, un mélange est une dispersion de plusieurs substances plus ou moins finement divisées, et l'on parle de mélange hétérogène ou homogène selon que ces substances sont ou non distinguables à l'œil nu. En thermodynamique chimique on ne parle de mélange (et l'on précise souvent mélange mécanique) que si les substances mélangées forment des domaines macroscopiques (au sens de la thermodynamique) séparés les uns des autres, même si cette division n'est pas repérable à l'œil nu. Quand les substances sont mélangées à l'échelle atomique ou moléculaire, c'est-à-dire quand on ne peut pas constituer de systèmes macroscopiques constitués d'une seule de ces substances, on ne parle plus de mélange mais de solution (parfois de mélange chimique, par opposition à mélange mécanique).

### Thermodynamique des mélanges mécaniques
Dans un mélange mécanique il y a autant de phases qu'il y a de substances mélangées. Les fonctions d'état extensives, notamment :
- le volume {\displaystyle V} ;
- l'entropie {\displaystyle S} ;
- l'énergie interne {\displaystyle U} ;
- l'enthalpie {\displaystyle H} ;
- l'énergie libre {\displaystyle F} ;
- l'enthalpie libre {\displaystyle G} ;

s'additionnent :
{\displaystyle V=\sum _{i=1}^{N}n_{i}{\bar {V}}_{i}^{*}}
{\displaystyle S=\sum _{i=1}^{N}n_{i}{\bar {S}}_{i}^{*}}
{\displaystyle U=\sum _{i=1}^{N}n_{i}{\bar {U}}_{i}^{*}}
{\displaystyle H=\sum _{i=1}^{N}n_{i}{\bar {H}}_{i}^{*}}
{\displaystyle F=\sum _{i=1}^{N}n_{i}{\bar {F}}_{i}^{*}}
{\displaystyle G=\sum _{i=1}^{N}n_{i}{\bar {G}}_{i}^{*}}
avec :
- {\displaystyle {\bar {V}}_{i}^{*}} le volume molaire de la substance {\displaystyle i} ;
- {\displaystyle {\bar {S}}_{i}^{*}} l'entropie molaire de la substance {\displaystyle i} ;
- {\displaystyle {\bar {U}}_{i}^{*}} l'énergie interne molaire de la substance {\displaystyle i} ;
- {\displaystyle {\bar {H}}_{i}^{*}} l'enthalpie molaire de la substance {\displaystyle i} ;
- {\displaystyle {\bar {F}}_{i}^{*}} l'énergie libre molaire de la substance {\displaystyle i} ;
- {\displaystyle {\bar {G}}_{i}^{*}} l'enthalpie libre molaire de la substance {\displaystyle i} ;
- {\displaystyle n_{i}} la quantité, ou nombre de moles, de la substance {\displaystyle i} ;
- {\displaystyle N} le nombre de substances dont est constitué le système.

En toute rigueur, les égalités ci-dessus ne sont pas exactes car il faut ajouter, sauf pour le volume, des grandeurs interfaciales ({\displaystyle S^{\mathrm {I} }}, {\displaystyle U^{\mathrm {I} }}, etc.) dues à la présence des interfaces séparant les phases, proportionnelles à l'aire totale {\displaystyle A} des interfaces. En général ces grandeurs interfaciales ne deviennent importantes que quand le rapport {\displaystyle A/V^{2/3}} devient grand devant l'unité (quand les substances sont divisées très finement). De toute façon, elles ne sont pas du ressort de la thermodynamique des solutions, mais de la thermodynamique des interfaces, même si les grandeurs interfaciales peuvent dépendre fortement de la composition chimique des substances (qui peuvent être des solutions liquides ou solides).

### Thermodynamique des solutions: grandeurs de mélange
Une solution est constituée de différentes substances intimement mêlées (mêlées à l'échelle atomique ou moléculaire), dont chacune peut être considérée comme formée de {\displaystyle n_{i}} moles d'un certain constituant {\displaystyle i}. On désigne généralement par {\displaystyle N} le nombre des constituants (le nombre des substances). 
Une solution d'eau et d'alcool est par exemple formée de {\displaystyle n_{\mathrm {H_{2}O} }} moles d'eau (de formule chimique H2O) et de {\displaystyle n_{\mathrm {C_{2}H_{5}OH} }} moles d'éthanol (de formule C2H5OH), que l'on peut préférer numéroter : {\displaystyle n_{1}} moles d'eau et {\displaystyle n_{2}} moles d'éthanol, {\displaystyle N=2}.
.
Les fonctions d'état extensives qui caractérisent la solution (volume {\displaystyle V}, entropie {\displaystyle S}, énergie interne {\displaystyle U}, enthalpie {\displaystyle H}, énergie libre {\displaystyle F}, enthalpie libre {\displaystyle G}) peuvent être différentes de celles qu'aurait un mélange mécanique constitué des mêmes nombres de moles des mêmes constituants :
{\displaystyle V\neq \sum _{i=1}^{N}n_{i}{\bar {V}}_{i}^{*}}
{\displaystyle S\neq \sum _{i=1}^{N}n_{i}{\bar {S}}_{i}^{*}}, etc.
où {\displaystyle {\bar {V}}_{i}^{*}}, {\displaystyle {\bar {S}}_{i}^{*}}, etc. désignent les grandeurs molaires respectives du constituant {\displaystyle i} sous forme de corps pur dans le même état physique (gaz, liquide ou solide) et aux mêmes température {\displaystyle T} et pression {\displaystyle P} que la solution.
On appelle grandeurs de mélange (ou fonctions de mélange) les différences caractérisant les inégalités précédentes :
{\displaystyle V^{\text{mix}}=V-\sum _{i=1}^{N}n_{i}{\bar {V}}_{i}^{*}}
{\displaystyle S^{\text{mix}}=S-\sum _{i=1}^{N}n_{i}{\bar {S}}_{i}^{*}}, etc.
Ces grandeurs sont respectivement le volume de mélange, l'entropie de mélange, etc. de la solution. Les grandeurs de mélange peuvent être positives ou négatives voire nulles, à l'exception de l'entropie de mélange {\displaystyle S^{\text{mix}}} qui est toujours strictement positive.

## Solutions à l'équilibre: grandeurs totales, molaires et molaires partielles
Dans tout ce qui suit, les solutions seront supposées à l'équilibre thermodynamique, complet ou contraint.
L'équilibre est complet si absolument aucune évolution n'est possible dans les conditions imposées au système. Par exemple, si la température et la pression sont maintenues uniformes et constantes à la frontière du système, l'enthalpie libre a atteint un minimum absolu et ne peut plus en aucune façon diminuer.
L'équilibre est contraint si certains types d'évolution sont impossibles pour des raisons cinétiques. Par exemple, si la température et la pression sont maintenues uniformes et constantes à la frontière du système, l'énergie libre a atteint un minimum local et ne peut plus diminuer tant que les contraintes empêchant certaines réactions chimiques ou certaines transitions de phase (faute d'une nucléation suffisamment efficace) ne sont pas levées (par exemple par l'introduction d'une quantité minime d'un catalyseur ou de germes cristallins, ou bien spontanément au bout d'un temps suffisamment grand).
Dans un cas comme dans l'autre, la température et la pression sont uniformes à l'intérieur du système, ainsi que sa composition s'il est monophasé ou la composition de chaque phase s'il y en a plusieurs.

### Grandeurs totales

#### Définition
À l'équilibre l'état d'un système est entièrement décrit par sa constitution (les nombres de moles {\displaystyle n_{i}}) et par deux grandeurs qui peuvent être des fonctions d'état ou des valeurs imposées au système (par exemple, la température {\displaystyle T} et la pression {\displaystyle P}, ou la température {\displaystyle T} et le volume {\displaystyle V}). Son enthalpie libre {\displaystyle G}, par exemple, peut être considérée comme une fonction de {\displaystyle T}, de {\displaystyle P} et des {\displaystyle n_{i}}, ou de {\displaystyle T}, de {\displaystyle V} et des {\displaystyle n_{i}}, ou de {\displaystyle H}, de {\displaystyle V} et des {\displaystyle n_{i}}, etc.
Certaines fonctions d'état s'expriment plus naturellement en fonction de deux grandeurs particulières plutôt que d'autres, par exemple l'énergie interne {\displaystyle U} en fonction de {\displaystyle S}, de {\displaystyle V} et des {\displaystyle n_{i}}, ou l'enthalpie libre {\displaystyle G} en fonction de {\displaystyle T}, de {\displaystyle P} et des {\displaystyle n_{i}}, etc. en raison de la simplicité de leurs différentielles :
{\displaystyle \mathrm {d} U=-P\,\mathrm {d} V+T\,\mathrm {d} S+\sum _{i=1}^{N}\mu _{i}\,\mathrm {d} n_{i}}
{\displaystyle \mathrm {d} H=V\,\mathrm {d} P+T\,\mathrm {d} S+\sum _{i=1}^{N}\mu _{i}\,\mathrm {d} n_{i}}
{\displaystyle \mathrm {d} F=-P\,\mathrm {d} V-S\,\mathrm {d} T+\sum _{i=1}^{N}\mu _{i}\,\mathrm {d} n_{i}}
{\displaystyle \mathrm {d} G=V\,\mathrm {d} P-S\,\mathrm {d} T+\sum _{i=1}^{N}\mu _{i}\,\mathrm {d} n_{i}}
où chaque potentiel chimique {\displaystyle \mu _{i}} est défini par :
{\displaystyle \mu _{i}=\left({\partial U \over \partial n_{i}}\right)_{V,S,\{n_{j(\neq i)}\}}=\left({\partial H \over \partial n_{i}}\right)_{P,S,\{n_{j(\neq i)}\}}=\left({\partial F \over \partial n_{i}}\right)_{V,T,\{n_{j(\neq i)}\}}=\left({\partial G \over \partial n_{i}}\right)_{P,T,\{n_{j(\neq i)}\}}}
c'est-à-dire comme la dérivée partielle d'un potentiel thermodynamique par rapport à {\displaystyle n_{i}}, les autres variables naturelles du potentiel restant constantes.

#### Propriétés
Toutes les propriétés de {\displaystyle V}, {\displaystyle S}, {\displaystyle U}, {\displaystyle H}, {\displaystyle F} et {\displaystyle G} démontrées en thermodynamique classique pour les systèmes fermés (de composition fixée une fois pour toutes) restent valables pour les solutions, à condition de préciser dans les dérivées partielles que les variables restant constantes incluent les nombres de moles. C'est notamment le cas :
- des relations de Maxwell :

par exemple {\displaystyle \left({\frac {\partial V}{\partial T}}\right)_{P,\{n_{i}\}}=-\left({\frac {\partial S}{\partial P}}\right)_{T,\{n_{i}\}}}
- de la relation de Gibbs-Helmholtz :

{\displaystyle \left({\frac {\partial (G/T)}{\partial T}}\right)_{P,\{n_{i}\}}=-{\frac {H}{T^{2}}}}
Par la suite on définira les grandeurs molaires et molaires partielles correspondant aux grandeurs totales {\displaystyle V}, {\displaystyle S}, {\displaystyle U}, {\displaystyle H}, {\displaystyle F} et {\displaystyle G}. Les propriétés ci-dessus resteront valables, par simple substitution des symboles correspondants. Par exemple :
- pour l'une des relations de Maxwell :

{\displaystyle \left({\frac {\partial {\bar {V}}}{\partial T}}\right)_{P,\{n_{i}\}}=-\left({\frac {\partial {\bar {S}}}{\partial P}}\right)_{T,\{n_{i}\}}}
{\displaystyle \left({\frac {\partial {\bar {V}}_{i}}{\partial T}}\right)_{P,\{n_{j}\}}=-\left({\frac {\partial {\bar {S}}_{i}}{\partial P}}\right)_{T,\{n_{j}\}}}
- pour la relation de Gibbs-Helmholtz :

{\displaystyle \left({\frac {\partial ({\bar {G}}/T)}{\partial T}}\right)_{P,\{n_{i}\}}=-{\frac {\bar {H}}{T^{2}}}}
{\displaystyle \left({\frac {\partial ({\bar {G}}_{i}/T)}{\partial T}}\right)_{P,\{n_{j}\}}=-{\frac {H_{i}}{T^{2}}}}
où :
- {\displaystyle {\bar {V}}}, {\displaystyle {\bar {S}}}, {\displaystyle {\bar {H}}} et {\displaystyle {\bar {G}}} sont les grandeurs molaires ;
- {\displaystyle {\bar {V}}_{i}}, {\displaystyle {\bar {S}}_{i}}, {\displaystyle {\bar {H}}_{i}} et {\displaystyle {\bar {G}}_{i}} sont les grandeurs molaires partielles.

#### Expression des potentiels thermodynamiques à l'aide des potentiels chimiques
Si l'on multiplie la quantité de matière (donc tous les nombres de moles) d'un système par {\displaystyle k} sans modifier la température et la pression, son enthalpie libre {\displaystyle G}, grandeur extensive, est aussi multipliée par {\displaystyle k}. En termes mathématiques, cela signifie que {\displaystyle G} est une fonction homogène du premier ordre des variables {\displaystyle n_{i}}, à laquelle s'applique le théorème d'Euler :
{\displaystyle G=\sum _{i=1}^{N}\mu _{i}\,n_{i}}
Les fonctions d'état {\displaystyle U}, {\displaystyle H} et {\displaystyle F} s'en déduisent immédiatement :
{\displaystyle U=-PV+TS+\sum _{i=1}^{N}\mu _{i}\,n_{i}}
{\displaystyle H=TS+\sum _{i=1}^{N}\mu _{i}\,n_{i}}
{\displaystyle F=-PV+\sum _{i=1}^{N}\mu _{i}\,n_{i}}

### Grandeurs molaires
En thermodynamique des solutions (et généralement aussi en thermodynamique chimique) on s'intéresse aux grandeurs molaires plutôt qu'aux grandeurs totales, l'avantage étant qu'il s'agit de grandeurs intensives au lieu d'extensives, qui donc dépendent de la composition chimique du système mais pas de la quantité de matière qu'il renferme. Ce sont aussi les grandeurs molaires que l'on répertorie dans les tables de données thermodynamiques.
À chaque grandeur totale correspond une grandeur molaire obtenue en divisant la grandeur totale par le nombre total de moles, défini par :
{\displaystyle n=\sum _{i=1}^{N}n_{i}}
On définit ainsi le volume molaire {\displaystyle {\bar {V}}}, l’entropie molaire {\displaystyle {\bar {S}}}, l’énergie interne molaire {\displaystyle {\bar {U}}}, l’enthalpie molaire {\displaystyle {\bar {H}}}, l’énergie libre molaire {\displaystyle {\bar {F}}} et l’enthalpie libre molaire {\displaystyle {\bar {G}}} :
{\displaystyle {\bar {V}}={\frac {V}{n}}\qquad {\bar {S}}={\frac {S}{n}}\qquad {\bar {U}}={\frac {U}{n}}\qquad {\bar {H}}={\frac {H}{n}}\qquad {\bar {F}}={\frac {F}{n}}\qquad {\bar {G}}={\frac {G}{n}}}
Remarque : dans de nombreux ouvrages ou articles consacrés aux solutions, notamment aux solutions solides, les auteurs ne se servent pas du tout des grandeurs totales, et utilisent alors les symboles {\displaystyle V}, {\displaystyle S}, {\displaystyle U}, {\displaystyle H}, {\displaystyle F} et {\displaystyle G} pour représenter les grandeurs molaires.
On définit aussi les fractions molaires :
{\displaystyle x_{i}={\frac {n_{i}}{n}}}
qui ne sont pas indépendantes puisque leur somme est constante :
{\displaystyle \sum _{i=1}^{N}x_{i}=1}
Rapport de deux grandeurs extensives, toute grandeur molaire est une grandeur intensive ; il n'y a donc pas grand sens à l'exprimer en fonction de grandeurs dépendant de la quantité de matière, et notamment des nombres de moles. On exprimera plutôt les grandeurs molaires en fonction de la composition, caractérisée par les fractions molaires {\displaystyle x_{i}}.
Quand l'un des constituants est largement prépondérant, par exemple l'eau dans les solutions aqueuses, on lui attribue généralement le dernier numéro et l'on caractérise la composition du système par les {\displaystyle (N-1)} premières fractions molaires, indépendantes les unes des autres.
Quand ce n'est pas le cas et qu'il y a plus de deux constituants ({\displaystyle N>2}), on garde généralement les {\displaystyle N} fractions molaires pour ne pas détruire la symétrie du problème, malgré l'inconvénient mathématique qui en résulte dans certains calculs.
Dans le cas des solutions binaires ({\displaystyle N=2}) sans constituant prépondérant, les deux pratiques se rencontrent : soit garder symétriquement {\displaystyle x_{1}} et {\displaystyle x_{2}} dans les expressions des grandeurs molaires, soit privilégier l'un des deux constituants et n'utiliser que {\displaystyle x_{1}} (alors noté simplement {\displaystyle x}).
Notations particulières : dans les applications de la thermodynamique des solutions à des cas pratiques, on nomme souvent les grandeurs relatives aux différents constituants au lieu de les numéroter, en écrivant par exemple {\displaystyle x_{\mathrm {eau} }} ou {\displaystyle x_{\mathrm {H_{2}O} }}.

### Grandeurs molaires partielles

#### Définition
Une grandeur molaire partielle est la dérivée partielle d'une grandeur molaire par rapport à un nombre de moles, les variables restant constantes étant la température, la pression et les autres nombres de moles. On définit ainsi le volume molaire partiel {\displaystyle V_{i}} du composant {\displaystyle i}, son entropie molaire partielle {\displaystyle S_{i}}, son énergie interne molaire partielle {\displaystyle U_{i}}, son enthalpie molaire partielle {\displaystyle H_{i}} et son énergie libre molaire partielle {\displaystyle F_{i}} par :
{\displaystyle {\bar {V}}_{i}=\left({\frac {\partial V}{\partial n_{i}}}\right)_{T,P,\{n_{j(\neq i)}\}}}
{\displaystyle {\bar {S}}_{i}=\left({\frac {\partial S}{\partial n_{i}}}\right)_{T,P,\{n_{j(\neq i)}\}}}
{\displaystyle {\bar {U}}_{i}=\left({\frac {\partial U}{\partial n_{i}}}\right)_{T,P,\{n_{j(\neq i)}\}}}
{\displaystyle {\bar {H}}_{i}=\left({\frac {\partial H}{\partial n_{i}}}\right)_{T,P,\{n_{j(\neq i)}\}}}
{\displaystyle {\bar {F}}_{i}=\left({\frac {\partial F}{\partial n_{i}}}\right)_{T,P,\{n_{j(\neq i)}\}}}
L'enthalpie libre molaire partielle, notée {\displaystyle G_{i}}, correspond au potentiel chimique, {\displaystyle {\bar {G}}_{i}=\mu _{i}}.

#### Relation de Gibbs-Duhem
Pour d'une grandeur extensive quelconque {\displaystyle X} on a la relation de Gibbs-Duhem générale qui relie entre elles les variations des grandeurs molaires partielles {\displaystyle {\bar {X}}_{i}} :
{\displaystyle \sum _{i=1}^{N}n_{i}\,\mathrm {d} {\bar {X}}_{i}=\left({\partial X \over \partial P}\right)_{T,n}\,\mathrm {d} P+\left({\partial X \over \partial T}\right)_{P,n}\,\mathrm {d} T}
Pour l'enthalpie libre en particulier, on obtient la relation de Gibbs-Duhem :
{\displaystyle \sum _{i=1}^{N}n_{i}\,\mathrm {d} \mu _{i}=-S\,\mathrm {d} T+V\,\mathrm {d} P}
Cette relation, qui montre que les {\displaystyle N} potentiels chimiques ne varient pas indépendamment, permet en pratique de calculer un potentiel chimique difficile à cerner expérimentalement quand les {\displaystyle (N-1)} autres ont pu être déterminés.

#### Relation entre grandeur molaire et grandeurs molaires partielles
Les grandeurs molaires partielles sont définies via une dérivation partielle par rapport à un nombre de moles et les grandeurs molaires sont écrites comme des fonctions des fractions molaires. La relation suivante relie les deux familles de grandeurs, pour toute grandeur extensive {\displaystyle X} :
{\displaystyle {\bar {X}}_{i}=\left({\frac {\partial {\bar {X}}}{\partial x_{i}}}\right)_{T,P,\{x_{j(\neq i)}\}}+\left[{\bar {X}}-\sum _{j=1}^{N}x_{j}\left({\frac {\partial {\bar {X}}}{\partial x_{j}}}\right)_{T,P,\{x_{k(\neq j)}\}}\right]}
Par exemple pour le volume molaire et les volumes molaires partiels, par exemple :
{\displaystyle {\bar {V}}_{i}=\left({\frac {\partial {\bar {V}}}{\partial x_{i}}}\right)_{T,P,\{x_{j(\neq i)}\}}+\left[{\bar {V}}-\sum _{j=1}^{N}x_{j}\left({\frac {\partial {\bar {V}}}{\partial x_{j}}}\right)_{T,P,\{x_{k(\neq j)}\}}\right]}

#### Expression des grandeurs totales à l'aide des grandeurs molaires partielles
Si les grandeurs totales {\displaystyle V}, {\displaystyle S}, {\displaystyle U}, {\displaystyle H} et {\displaystyle F} sont considérées comme des fonctions de la température, de la pression et des fractions molaires, ce sont, comme l'enthalpie libre {\displaystyle G}, des fonctions homogènes du premier ordre des fractions molaires, auxquelles on peut aussi appliquer le théorème d'Euler :
{\displaystyle V=\sum _{i=1}^{N}V_{i}\,n_{i}}
{\displaystyle S=\sum _{i=1}^{N}S_{i}\,n_{i}}
{\displaystyle U=\sum _{i=1}^{N}U_{i}\,n_{i}}
{\displaystyle H=\sum _{i=1}^{N}H_{i}\,n_{i}}
{\displaystyle F=\sum _{i=1}^{N}F_{i}\,n_{i}}

### Grandeurs de mélange
Les grandeurs de mélange ont pour objet d'exprimer les différences entre les diverses grandeurs qui caractérisent une solution et les grandeurs correspondantes d'un mélange mécanique constitué des mêmes quantités ou proportions des mêmes {\displaystyle N} constituants dans le même état physique (liquide ou solide), formant {\displaystyle N} phases pures juxtaposées (avec les mêmes conditions imposées, par exemple la température et la pression).
Le volume d'un mélange mécanique formé des mêmes quantités des mêmes constituants que la solution serait, comme il a été dit plus haut, {\displaystyle \sum _{i=1}^{N}V_{i}^{*}\,n_{i}}, où {\displaystyle V_{i}^{*}} désigne le volume molaire du constituant {\displaystyle i}, indépendant des nombres de moles. Son volume molaire serait donc {\displaystyle \sum _{i=1}^{N}V_{i}^{*}\,x_{i}} et le volume molaire partiel du constituant {\displaystyle i} serait simplement {\displaystyle V_{i}^{*}}.
On définit :
- {\displaystyle V^{\text{mix}}} le volume de mélange :

{\displaystyle V^{\text{mix}}=V-\sum _{i=1}^{N}V_{i}^{*}\,n_{i}}
- {\displaystyle {\bar {V}}^{\text{mix}}} le volume molaire de mélange :

{\displaystyle {\bar {V}}^{\text{mix}}={\bar {V}}-\sum _{i=1}^{N}V_{i}^{*}\,x_{i}}
- {\displaystyle V_{i}^{\text{mix}}} le volume molaire partiel de mélange du constituant {\displaystyle i} :

{\displaystyle {\bar {V}}_{i}^{\text{mix}}={\bar {V}}_{i}-{\bar {V}}_{i}^{*}}
On définit de la même façon les grandeurs de mélange associées aux fonctions d'état {\displaystyle S}, {\displaystyle U}, {\displaystyle H}, {\displaystyle F} et {\displaystyle G}, à ceci près que pour l’enthalpie libre, étant donné l'identité de l'enthalpie libre molaire partielle et du potentiel chimique, on écrit conventionnellement {\displaystyle \mu _{i}}, {\displaystyle \mu _{i}^{*}} et {\displaystyle \mu _{i}^{\text{mix}}} au lieu de {\displaystyle {\bar {G}}_{i}}, {\displaystyle {\bar {G}}_{i}^{*}} et {\displaystyle {\bar {G}}_{i}^{\text{mix}}} :
{\displaystyle G^{\text{mix}}=G-\sum _{i=1}^{N}\mu _{i}^{*}\,n_{i}}
{\displaystyle {\bar {G}}^{\text{mix}}={\bar {G}}-\sum _{i=1}^{N}\mu _{i}^{*}\,x_{i}}
{\displaystyle \mu _{i}^{\text{mix}}=\mu _{i}-\mu _{i}^{*}}
L'entropie de mélange {\displaystyle S^{\text{mix}}} et l'entropie molaire de mélange {\displaystyle {\bar {S}}^{\text{mix}}} sont toujours positives, et généralement très significatives (non négligeables devant {\displaystyle S} ou {\displaystyle {\bar {S}}}). Les entropies molaires partielles de mélange {\displaystyle {\bar {S}}_{i}^{\text{mix}}} peuvent être positives ou négatives, voire nulles.
Les grandeurs de mélange associées au volume, à l'énergie interne et à l'enthalpie peuvent être positives ou négatives, voire nulles.
L'énergie libre de mélange {\displaystyle F^{\text{mix}}=U^{\text{mix}}-T\,S^{\text{mix}}} et l'enthalpie libre de mélange {\displaystyle G^{\text{mix}}=H^{\text{mix}}-T\,S^{\text{mix}}} (et donc aussi l'énergie libre molaire de mélange {\displaystyle {\bar {F}}^{\text{mix}}} et l'enthalpie libre molaire de mélange {\displaystyle {\bar {G}}^{\text{mix}}}) sont très généralement négatives mais ce n'est pas strictement obligatoire. Les énergies libres molaires partielles de mélange {\displaystyle {\bar {F}}_{i}^{\text{mix}}} et les enthalpies libres molaires partielles de mélange {\displaystyle \mu _{i}^{\text{mix}}} peuvent être positives ou négatives, voire nulles.
Le fait que l'entropie de mélange soit nécessairement positive est dû au fait qu'une solution de plusieurs constituants est plus désordonnée, à l'échelle microscopique, que ces mêmes constituants constituant des phases distinctes et simplement juxtaposées. Plus précisément, il y a plus de façons différentes de positionner les atomes des différents constituants dans une solution que dans des phases séparées, ce qui est à l'origine de ce qu'on appelle l'entropie de configuration (en). Il peut aussi y avoir plus de façons différentes de répartir les niveaux énergétiques des atomes, à l'origine d'autres composantes de l'entropie de mélange.

## Solutions idéales

### Fonctions d'état d'une solution idéale
Le concept de solution idéale repose sur l'hypothèse que les entités microscopiques constituant la solution (atomes neutres, molécules ou groupes d'ions de charge totale nulle) ont les mêmes interactions mutuelles qu'elles appartiennent à des constituants différents ou à un même constituant. Elles sont alors pleinement interchangeables dans la structure de la solution, sans que l'échange de deux positions entre deux entités différentes ait le moindre effet sur le volume ni l'énergie interne de la solution. On en déduit que :
{\displaystyle {\begin{cases}V^{\text{id,mix}}=0\\U^{\text{id,mix}}=0\\S^{\text{id,mix}}=-R\,\sum _{i=1}^{N}n_{i}\ln x_{i}\end{cases}}}
où l'exposant {\displaystyle {\text{id}}} signale qu'il s'agit d'une solution idéale, et {\displaystyle R} désigne la constante des gaz parfaits ({\displaystyle R\approx } 8,314 J mol−1 K−1). On remarquera que, les fractions molaires étant inférieures à un, leurs logarithmes sont négatifs : l'entropie de mélange est bien positive.
Les autres grandeurs totales de mélange s'en déduisent :
{\displaystyle H^{\text{id,mix}}=0\qquad F^{\text{id,mix}}=G^{\text{id,mix}}=R\,T\,\sum _{i=1}^{N}n_{i}\ln x_{i}}
ainsi que les grandeurs molaires de mélange :
{\displaystyle {\bar {V}}^{\text{id,mix}}=0}
{\displaystyle {\bar {S}}^{\text{id,mix}}=-R\,\sum _{i=1}^{N}x_{i}\ln x_{i}}
{\displaystyle {\bar {U}}^{\text{id,mix}}={\bar {H}}^{\text{id,mix}}=0}
{\displaystyle {\bar {F}}^{\text{id,mix}}={\bar {G}}^{\text{id,mix}}=R\,T\,\sum _{i=1}^{N}x_{i}\ln x_{i}}
Les grandeurs molaires d'une solution idéale s'écrivent alors :
{\displaystyle {\bar {V}}^{\text{id}}=\sum _{i=1}^{N}V_{i}^{*}\,x_{i}}
{\displaystyle {\bar {S}}^{\text{id}}=\sum _{i=1}^{N}(S_{i}^{*}-R\,\ln x_{i})\,x_{i}}
{\displaystyle {\bar {U}}^{\text{id}}=\sum _{i=1}^{N}U_{i}^{*}\,x_{i}}
{\displaystyle {\bar {H}}^{\text{id}}=\sum _{i=1}^{N}H_{i}^{*}\,x_{i}}
{\displaystyle {\bar {F}}^{\text{id}}=\sum _{i=1}^{N}(F_{i}^{*}+R\,T\,\ln x_{i})\,x_{i}}
{\displaystyle {\bar {G}}^{\text{id}}=\sum _{i=1}^{N}(\mu _{i}^{*}+R\,T\,\ln x_{i})\,x_{i}}
Les grandeurs molaires partielles s'en déduisent :
{\displaystyle V_{i}^{\text{id}}=V_{i}^{*}}
{\displaystyle S_{i}^{\text{id}}=S_{i}^{*}-R\,\ln x_{i}}
{\displaystyle U_{i}^{\text{id}}=U_{i}^{*}}
{\displaystyle H_{i}^{\text{id}}=H_{i}^{*}}
{\displaystyle F_{i}^{\text{id}}=F_{i}^{*}+R\,T\,\ln x_{i}}
{\displaystyle \mu _{i}^{\text{id}}=\mu _{i}^{*}+R\,T\,\ln x_{i}}

### Applications
Les diverses grandeurs définies ci-dessus permettent de prédire le comportement des systèmes dans lesquels n'apparaissent que des solutions idéales et des corps purs, par exemple la fusion ou la cristallisation d'une solution idéale, ou l'équilibre chimique de plusieurs solutions ayant des constituants en commun.
Diagramme de phase liquide-solide d'un système binaire formant une solution idéale dans les deux états

Voir les détails.Voir le résumé.
À température et pression quelconques (c'est-à-dire, que l'on peut faire varier indépendamment), un système binaire à l'équilibre peut comporter une ou deux phases (règle des phases). Cherchons à quelles conditions un liquide de composition {\displaystyle x_{\text{l}}} peut coexister avec un solide de composition {\displaystyle x_{\text{s}}}. À l'équilibre les potentiels chimiques des constituants {\displaystyle {\text{A}}} et {\displaystyle {\text{B}}} doivent être uniformes dans tout le système. Le potentiel chimique de {\displaystyle {\text{A}}} doit donc avoir la même valeur dans la solution liquide que dans la solution solide, et de même pour {\displaystyle {\text{B}}} :
{\displaystyle {\begin{cases}\mu _{\text{A,l}}^{*}(T,P)+R\,T\ln(1-x_{\text{l}})=\mu _{\text{A,s}}^{*}(T,P)+R\,T\ln(1-x_{\text{s}})\\\mu _{\text{B,l}}^{*}(T,P)+R\,T\ln x_{\text{l}}=\mu _{\text{B,s}}^{*}(T,P)+R\,T\ln x_{\text{s}}\end{cases}}}
où {\displaystyle \mu _{\text{A,l}}^{*}(T,P)} et {\displaystyle \mu _{\text{A,s}}^{*}(T,P)} désignent l'enthalpie libre molaire du corps pur {\displaystyle {\text{A}}} à l'état liquide et à l'état solide, et de même pour {\displaystyle \mu _{\text{B,l}}^{*}(T,P)} et {\displaystyle \mu _{\text{B,s}}^{*}(T,P)} concernant le corps pur {\displaystyle {\text{B}}}.
Les compositions {\displaystyle x_{\text{l}}} et {\displaystyle x_{\text{s}}} du liquide et du solide sont ainsi données par les deux équations :
{\displaystyle {\begin{cases}\ln(1-x_{\text{l}})-\ln(1-x_{\text{s}})={\dfrac {\mu _{\text{A,s}}^{*}(T,P)-\mu _{\text{A,l}}^{*}(T,P)}{R\,T}}\\\\\ln x_{\text{l}}-\ln x_{\text{s}}={\dfrac {\mu _{\text{B,s}}^{*}(T,P)-\mu _{\text{B,l}}^{*}(T,P)}{R\,T}}\end{cases}}}
c'est-à-dire :
{\displaystyle {\begin{cases}{\dfrac {1-x_{\text{l}}}{1-x_{\text{s}}}}=k_{\text{A}}\qquad {\text{en ayant posé}}\qquad k_{\text{A}}=\exp \left(-{\dfrac {\Delta G_{\text{f,A}}^{*}}{R\,T}}\right)\qquad {\text{et noté}}\qquad \Delta G_{\text{f,A}}^{*}=\mu _{\text{A,l}}^{*}(T,P)-\mu _{\text{A,s}}^{*}(T,P)\\\\{\dfrac {x_{\text{l}}}{x_{\text{s}}}}=k_{\text{B}}\qquad {\text{en ayant posé}}\qquad k_{\text{B}}=\exp \left(-{\dfrac {\Delta G_{\text{f,B}}^{*}}{R\,T}}\right)\qquad {\text{et noté}}\qquad \Delta G_{\text{f,B}}^{*}=\mu _{\text{B,l}}^{*}(T,P)-\mu _{\text{B,s}}^{*}(T,P)\end{cases}}}
{\displaystyle \Delta G_{\text{f,A}}^{*}} et {\displaystyle \Delta G_{\text{f,B}}^{*}} sont appelés enthalpie libre molaire de fusion des corps purs {\displaystyle {\text{A}}} et {\displaystyle {\text{B}}}. Ce sont des fonctions de {\displaystyle T} et {\displaystyle P}, de même que {\displaystyle k_{\text{A}}}, {\displaystyle k_{\text{B}}}, {\displaystyle x_{\text{l}}} et {\displaystyle x_{\text{s}}} (on ne l'a pas écrit explicitement pour alléger la notation). À une pression donnée {\displaystyle P}, l'enthalpie libre molaire de fusion d'un corps pur s'annule au point de fusion {\displaystyle T_{\mathrm {f} }(P)}. Elle est positive pour {\displaystyle T<T_{\mathrm {f} }} (la phase stable est le solide) et négative pour {\displaystyle T>T_{\mathrm {f} }} (la phase stable est le liquide). On supposera par exemple qu'on a appelé {\displaystyle {\text{B}}} celui des deux corps purs dont le point de fusion à la pression {\displaystyle P} est le plus bas : {\displaystyle T_{\text{f,B}}<T_{\text{f,A}}}.
Le système d'équations ci-dessus a pour solution :
{\displaystyle {\begin{cases}x_{\text{s}}={\dfrac {1-k_{\text{A}}}{k_{\text{B}}-k_{\text{A}}}}\qquad {\text{donc}}\qquad 1-x_{\text{s}}={\dfrac {k_{\text{B}}-1}{k_{\text{B}}-k_{\text{A}}}}\\\\x_{\text{l}}=k_{\text{B}}{\dfrac {1-k_{\text{A}}}{k_{\text{B}}-k_{\text{A}}}}\qquad {\text{donc}}\qquad 1-x_{\text{l}}=k_{\text{A}}{\dfrac {k_{\text{B}}-1}{k_{\text{B}}-k_{\text{A}}}}\end{cases}}}
Cette solution n'est acceptable que si {\displaystyle x_{\text{s}}} et {\displaystyle x_{\text{l}}} sont, comme toute fraction molaire, compris entre {\displaystyle 0} et {\displaystyle 1}. On peut le tester à l'aide de {\displaystyle x_{\text{s}}\,(1-x_{\text{s}})} et {\displaystyle x_{\text{l}}\,(1-x_{\text{l}})}, qui ne doivent pas être négatifs. Trois cas généraux et deux cas particuliers sont possibles :
- {\displaystyle T<T_{\text{f,B}}} : {\displaystyle \quad k_{\text{A}}<k_{\text{B}}<1\ \rightarrow \ 1<x_{\text{l}}<x_{\text{s}}} l'équilibre diphasé liquide-solide est impossible ;
- {\displaystyle T=T_{\text{f,B}}} : {\displaystyle \quad k_{\text{A}}<k_{\text{B}}=1\ \rightarrow \ x_{\text{s}}=x_{\text{l}}=1} l'équilibre diphasé liquide-solide est possible, mais seulement pour {\displaystyle x=1} (corps pur {\displaystyle {\text{B}}}) ;
- {\displaystyle T_{\text{f,B}}<T<T_{\text{f,A}}} : {\displaystyle \quad k_{\text{A}}<1<k_{\text{B}}\ \rightarrow \ 0<x_{\text{s}}<x_{\text{l}}<1} l'équilibre diphasé liquide-solide est possible (si {\displaystyle x_{\text{s}}\leq x\leq x_{\text{l}}}) ;
- {\displaystyle T=T_{\text{f,A}}} : {\displaystyle \quad 1=k_{\text{A}}<k_{\text{B}}\ \rightarrow \ x_{\text{s}}=x_{\text{l}}=0} l'équilibre diphasé liquide-solide est possible, mais seulement pour {\displaystyle x=0} (corps pur {\displaystyle {\text{A}}}) ;
- {\displaystyle T>T_{\text{f,A}}} : {\displaystyle \quad 1<k_{\text{A}}<k_{\text{B}}\ \rightarrow \ x_{\text{l}}<x_{\text{s}}<0} l'équilibre diphasé liquide-solide est impossible.

Quand {\displaystyle T} croît de {\displaystyle T_{\text{f,B}}} à {\displaystyle T_{\text{f,A}}}, {\displaystyle x_{\text{s}}} et {\displaystyle x_{\text{l}}} décroissent de {\displaystyle 1} à {\displaystyle 0} : dans le diagramme de phase {\displaystyle \{x,T\}}, le point {\displaystyle \{x_{\text{s}},T\}} décrit une courbe monotone appelée solidus et {\displaystyle \{x_{\text{l}},T\}} une autre appelée liquidus, située à droite de la précédente (puisque à toute température comprise entre {\displaystyle T_{\text{f,B}}} et {\displaystyle T_{\text{f,A}}} on a {\displaystyle x_{\text{s}}<x_{\text{l}}}), donc au-dessus (les deux courbes ayant les mêmes extrémités).
On considère deux corps purs {\displaystyle {\text{A}}} et {\displaystyle {\text{B}}} miscibles en toutes proportions à l'état solide comme à l'état liquide, et formant dans les deux cas une solution idéale. On cherche à caractériser l'état d'équilibre du système en fonction de la température {\displaystyle T}, à pression constante {\displaystyle P}. La composition du système est caractérisée par la fraction molaire de {\displaystyle {\text{B}}}, notée {\displaystyle x}. On cherche d'abord si le liquide (composition {\displaystyle x_{\text{l}}}) et le solide ({\displaystyle x_{\text{s}}}) peuvent coexister. Pour cela il faut que le potentiel chimique de {\displaystyle {\text{A}}} soit le même dans les deux phases, et de même pour {\displaystyle {\text{B}}} :
{\displaystyle {\begin{cases}\mu _{\text{A,l}}^{*}(T,P)+R\,T\ln(1-x_{\text{l}})=\mu _{\text{A,s}}^{*}(T,P)+R\,T\ln(1-x_{\text{s}})\\\mu _{\text{B,l}}^{*}(T,P)+R\,T\ln x_{\text{l}}=\mu _{\text{B,s}}^{*}(T,P)+R\,T\ln x_{\text{s}}\end{cases}}}
où {\displaystyle \mu _{\text{A,l}}^{*}(T,P)} et {\displaystyle \mu _{\text{A,s}}^{*}(T,P)} désignent l'enthalpie libre molaire du corps pur {\displaystyle {\text{A}}} à l'état liquide et à l'état solide, et de même pour {\displaystyle \mu _{\text{B,l}}^{*}(T,P)} et {\displaystyle \mu _{\text{B,s}}^{*}(T,P)} concernant {\displaystyle {\text{B}}}. Les deux égalités ci-dessus constituent un système de deux équations à deux inconnues ({\displaystyle x_{\text{l}}} et {\displaystyle x_{\text{s}}}) que l'on sait résoudre, c’est-à-dire qu'on sait exprimer {\displaystyle x_{\text{l}}} et {\displaystyle x_{\text{s}}} en fonction de {\displaystyle T} et {\displaystyle P}.
Supposons qu'on ait appelé {\displaystyle {\text{B}}} celui des deux corps purs dont le point de fusion à la pression {\displaystyle P} est le plus bas ({\displaystyle T_{\text{f,B}}<T_{\text{f,A}}}). Pour {\displaystyle T<T_{\text{f,B}}} on trouve que {\displaystyle x_{\text{l}}} et {\displaystyle x_{\text{s}}} sont supérieurs à {\displaystyle 1}, et pour {\displaystyle T>T_{\text{f,A}}} qu'ils sont négatifs. L'équilibre diphasé n'est donc possible que si {\displaystyle T_{\text{f,B}}<T<T_{\text{f,A}}} (alors {\displaystyle 0<x_{\text{s}}<x_{\text{l}}<1}), encore faut-il que la composition globale du système soit compatible ({\displaystyle x_{\text{s}}\leq x\leq x_{\text{l}}}).

Voir les détails.Voir le résumé.
Diagramme de phase liquide-solide d'un système binaire formant une solution idéale à l'état liquide et des corps purs immiscibles à l'état solide

Voir les détails.Voir le résumé.
Cherchons à quelles conditions un liquide de composition {\displaystyle x_{\text{l}}} peut coexister avec le solide {\displaystyle {\text{A}}}. À l'équilibre le potentiel chimique du constituant {\displaystyle {\text{A}}} doit être uniforme dans tout le système, et donc avoir la même valeur dans la solution liquide que dans le solide :
{\displaystyle \mu _{\text{A,l}}^{*}(T,P)+R\,T\ln(1-x_{\text{l}})=\mu _{\text{A,s}}^{*}(T,P)}
où {\displaystyle \mu _{\text{A,l}}^{*}(T,P)} et {\displaystyle \mu _{\text{A,s}}^{*}(T,P)} désignent l'enthalpie libre molaire du corps pur {\displaystyle {\text{A}}} à l'état liquide et à l'état solide. On en déduit :
{\displaystyle x_{\text{l-A}}=1-k_{\text{A}}\qquad {\text{en ayant posé}}\qquad k_{\text{A}}=\exp \left(-{\dfrac {\Delta G_{\text{f,A}}^{*}}{R\,T}}\right)\qquad {\text{et noté}}\qquad \Delta G_{\text{f,A}}^{*}=\mu _{\text{A,l}}^{*}(T,P)-\mu _{\text{A,s}}^{*}(T,P)}
où l'on a renommé {\displaystyle x_{\text{l}}} en {\displaystyle x_{\text{l-A}}} pour le distinguer de la fraction molaire calculée ci-après pour l'équilibre avec le solide {\displaystyle {\text{B}}}.
{\displaystyle \Delta G_{\text{f,A}}^{*}} est l'enthalpie libre molaire de fusion du corps pur {\displaystyle {\text{A}}}. C'est une fonction de {\displaystyle T} et {\displaystyle P}, de même que {\displaystyle k_{\text{A}}} et {\displaystyle x_{\text{l-A}}} (on ne l'a pas écrit explicitement pour alléger la notation). À une pression donnée {\displaystyle P}, l'enthalpie libre molaire de fusion d'un corps pur s'annule au point de fusion {\displaystyle T_{\mathrm {f} }(P)}. Elle est positive pour {\displaystyle T<T_{\mathrm {f} }} (la phase stable est le solide) et négative pour {\displaystyle T>T_{\mathrm {f} }} (la phase stable est le liquide). On supposera par exemple qu'on a appelé {\displaystyle {\text{B}}} celui des deux corps purs dont le point de fusion à la pression {\displaystyle P} est le plus bas : {\displaystyle T_{\text{f,B}}<T_{\text{f,A}}}.
La fraction molaire {\displaystyle x_{\text{l-A}}} n'est acceptable que si elle est comprise entre 0 et 1. Elle est nécessairement inférieure à 1 ({\displaystyle k_{\text{A}}} est toujours positif), mais elle n'est supérieure ou égale à 0 que si {\displaystyle k_{\text{A}}\leq 1} donc {\displaystyle \Delta G_{\text{f,A}}^{*}\geq 0}, c'est-à-dire {\displaystyle T\leq T_{\text{f,A}}}. Si {\displaystyle T} décroît de {\displaystyle T_{\text{f,A}}} jusqu'à 0 K (c'est peu plausible, mais pour l'instant les équations ne l'interdisent pas), {\displaystyle x_{\text{l-A}}} croît de 0 à 1.
Le raisonnement est similaire pour la coexistence d'un liquide de composition {\displaystyle x_{\text{l}}} avec le solide {\displaystyle {\text{B}}}, en considérant le potentiel chimique du constituant {\displaystyle {\text{B}}} :
{\displaystyle \mu _{\text{B,l}}^{*}(T,P)+R\,T\ln x_{\text{l}}=\mu _{\text{B,s}}^{*}(T,P)}
d'où :
{\displaystyle x_{\text{l-B}}=k_{\text{B}}\qquad {\text{en ayant posé}}\qquad k_{\text{B}}=\exp \left(-{\dfrac {\Delta G_{\text{f,B}}^{*}}{R\,T}}\right)\qquad {\text{et noté}}\qquad \Delta G_{\text{f,B}}^{*}=\mu _{\text{B,l}}^{*}(T,P)-\mu _{\text{B,s}}^{*}(T,P)}
Cette fraction molaire {\displaystyle x_{\text{l-B}}} (ainsi renommée pour la distinguer de {\displaystyle x_{\text{l-A}}}) n'est acceptable que si elle est comprise entre 0 et 1, donc si {\displaystyle T\leq T_{\text{f,B}}}. Si {\displaystyle T} décroît de {\displaystyle T_{\text{f,B}}} jusqu'à 0 K, {\displaystyle x_{\text{l-B}}} décroît de 1 à 0.
Dans le diagramme de phase {\displaystyle \{x,T\}}, les courbes représentant {\displaystyle x_{\text{l-A}}(T)} et {\displaystyle x_{\text{l-B}}(T)} se croisent en un point {\displaystyle {\text{E}}} dénommé point eutectique ou simplement eutectique, à une température {\displaystyle T_{\text{E}}} dite température de l'eutectique ou température eutectique. La fraction molaire correspondante du liquide {\displaystyle x_{\text{l-A}}=x_{\text{l-B}}}, notée {\displaystyle x_{\text{E}}}, est la composition de l'eutectique ou composition eutectique. Dans le diagramme, les deux courbes d'équilibre liquide-solide et l'isotherme {\displaystyle T=T_{\text{E}}} découpent quatre zones : solide A et solide B, solide A et liquide, solide B et liquide, liquide seul.
Équilibre stable
- {\displaystyle T<T_{\text{E}}} : quelle que soit la composition du système (fraction molaire {\displaystyle x}), l'état d'équilibre (stable) est un mélange (mécanique) des deux corps purs solides {\displaystyle {\text{A}}} et {\displaystyle {\text{B}}} (dans les proportions {\displaystyle 1-x} et {\displaystyle x}).
- {\displaystyle T_{\text{E}}<T<T_{\text{f,B}}} : le système est constitué, à l'équilibre :
  - du corps pur {\displaystyle {\text{A}}} et du liquide de composition {\displaystyle x_{\text{l-A}}(T)} si {\displaystyle 0<x<x_{\text{l-A}}(T)} ;
  - d'un liquide (de composition {\displaystyle x}) si {\displaystyle x_{\text{l-A}}(T)<x<x_{\text{l-B}}(T)} ;
  - du corps pur {\displaystyle {\text{B}}} et du liquide de composition {\displaystyle x_{\text{l-B}}(T)} si {\displaystyle x_{\text{l-B}}(T)<x<1}.
- {\displaystyle T_{\text{f,B}}<T<T_{\text{f,A}}} : le système est constitué, à l'équilibre :
  - du corps pur {\displaystyle {\text{A}}} et du liquide de composition {\displaystyle x_{\text{l-A}}(T)} si {\displaystyle 0<x<x_{\text{l-A}}(T)} ;
  - du liquide seul si {\displaystyle x>x_{\text{l-A}}(T)}.
- {\displaystyle T>T_{\text{f,A}}} : à l'équilibre le système est entièrement liquide, quelle que soit sa composition.

Équilibres métastables
Quand une transformation qui devrait se produire pour réaliser l'équilibre est empêchée, en général par des considérations cinétiques (par exemple la nécessité de créer des germes cristallins pour qu'une nouvelle phase solide apparaisse), le système atteint un équilibre restreint qu'on dit métastable, l'équilibre complet (sans empêchement cinétique) étant alors qualifié de stable. Considérons une solution liquide (supposée ici idéale) que l'on refroidit à pression constante.
- Selon que la composition globale vérifie {\displaystyle x<x_{\text{E}}} ou {\displaystyle x>x_{\text{E}}}, le point représentatif du système dans le diagramme {\displaystyle \{x,T\}} atteint l'une ou l'autre des deux branches du liquidus. Quand il la franchit, une phase solide (corps pur {\displaystyle {\text{A}}} ou {\displaystyle {\text{B}}}) devrait apparaître. Ensuite la proportion de liquide devrait diminuer et sa composition suivre le liquidus jusqu'au point eutectique {\displaystyle {\text{E}}}. Mais si la nucléation du solide ({\displaystyle {\text{A}}} ou {\displaystyle {\text{B}}}) est empêchée, le système reste à l'état liquide, métastable. En général la nucléation finit par se produire et le système revient à l'équilibre stable (la composition du liquide rejoint le liquidus).
- Quand la température atteint puis franchit celle de l'eutectique, le second solide pur ({\displaystyle {\text{B}}} ou {\displaystyle {\text{A}}}) devrait apparaître et le liquide disparaître. Mais si la nucléation du second solide est empêchée, le système reste constitué d'un seul solide et du liquide, dont la composition reste fixée par la même loi {\displaystyle x_{\text{l}}(T)} : le point représentatif du liquide suit le prolongement métastable (en tireté sur la figure ci-dessus) de la branche du liquidus qu'il suivait avant d'atteindre l'eutectique. En général la nucléation du second solide finit par se produire et le système revient à l'équilibre stable (le liquide disparaît, remplacé par un mélange mécanique des deux solides).

Pour que le liquide coexiste avec {\displaystyle {\text{A}}} solide il faut que le potentiel chimique de {\displaystyle {\text{A}}} soit le même dans les deux phases :
{\displaystyle \mu _{\text{A,l}}^{*}(T,P)+R\,T\ln(1-x_{\text{l}})=\mu _{\text{A,s}}^{*}(T,P)}
où {\displaystyle \mu _{\text{A,l}}^{*}(T,P)} et {\displaystyle \mu _{\text{A,s}}^{*}(T,P)} désignent l'enthalpie libre molaire du corps pur {\displaystyle {\text{A}}} à l'état liquide et à l'état solide. On en déduit l'expression de {\displaystyle x_{\text{l}}} (renommé {\displaystyle x_{\text{l-A}}}) en fonction de {\displaystyle T} et {\displaystyle P}. Soit {\displaystyle T_{\text{f,A}}} le point de fusion de {\displaystyle {\text{A}}} à la pression {\displaystyle P} ; pour {\displaystyle T>T_{\text{f,A}}} on trouve {\displaystyle x_{\text{l-A}}<0} donc la coexistence est impossible. Si {\displaystyle T} décroît de {\displaystyle T_{\text{f,A}}} jusqu'à 0 K, {\displaystyle x_{\text{l-A}}} croît de 0 à 1.
On fait de même pour la coexistence du liquide avec {\displaystyle {\text{B}}} solide : on exprime {\displaystyle x_{\text{l}}} (renommé {\displaystyle x_{\text{l-B}}}), que l'on trouve supérieur à 1 si {\displaystyle T>T_{\text{f,B}}} ; si {\displaystyle T} décroît de {\displaystyle T_{\text{f,B}}} jusqu'à 0 K, {\displaystyle x_{\text{l-B}}} décroît de 1 à 0.
Les courbes représentant {\displaystyle x_{\text{l-A}}(T)} et {\displaystyle x_{\text{l-B}}(T)} se croisent en un point {\displaystyle {\text{E}}} dénommé eutectique, à une température {\displaystyle T_{\text{E}}} dite température de l'eutectique. La fraction molaire correspondante du liquide {\displaystyle x_{\text{l-A}}=x_{\text{l-B}}}, notée {\displaystyle x_{\text{E}}}, est la composition de l'eutectique. Les deux courbes d'équilibre liquide-solide et l'isotherme {\displaystyle T=T_{\text{E}}} découpent quatre zones : solide {\displaystyle {\text{A}}} et solide {\displaystyle {\text{B}}}, solide {\displaystyle {\text{A}}} et liquide, solide {\displaystyle {\text{B}}} et liquide, liquide seul.

Voir les détails.Voir le résumé.
(À suivre, en travaux.)